# Motociklistična Velika nagrada Valencije
Motociklistična Velika nagrada Valencije je motociklistična dirka svetovnega prvenstva od sezone 1999.

## Zmagovalci
| Sezona | Dirkališče | 125 cm3/Moto3      | 250 cm3/Moto2    | 500 cm3/MotoGP    | Poročilo |
| ------ | ---------- | ------------------ | ---------------- | ----------------- | -------- |
| 2021   | Valencia   | Xavier Artigas     | Raúl Fernández   | Francesco Bagnaia | Poročilo |
| 2020   | Valencia   | Tony Arbolino      | Jorge Martín     | Franco Morbidelli | Poročilo |
| 2019   | Valencia   | Sergio García      | Brad Binder      | Marc Márquez      | Poročilo |
| 2018   | Valencia   | Can Öncü           | Miguel Oliveira  | Andrea Dovizioso  | Poročilo |
| 2017   | Valencia   | Jorge Martín       | Miguel Oliveira  | Dani Pedrosa      | Poročilo |
| 2016   | Valencia   | Brad Binder        | Johann Zarco     | Jorge Lorenzo     | Poročilo |
| 2015   | Valencia   | Miguel Oliveira    | Esteve Rabat     | Jorge Lorenzo     | Poročilo |
| 2014   | Valencia   | Jack Miller        | Thomas Lüthi     | Marc Márquez      | Poročilo |
| 2013   | Valencia   | Maverick Viñales   | Nicolás Terol    | Jorge Lorenzo     | Poročilo |
| 2012   | Valencia   | Danny Kent         | Marc Márquez     | Dani Pedrosa      | Poročilo |
| 2011   | Valencia   | Maverick Viñales   | Michele Pirro    | Casey Stoner      | Poročilo |
| 2010   | Valencia   | Bradley Smith      | Karel Abraham    | Jorge Lorenzo     | Poročilo |
| 2009   | Valencia   | Julián Simón       | Héctor Barberá   | Dani Pedrosa      | Poročilo |
| 2008   | Valencia   | Simone Corsi       | Marco Simoncelli | Casey Stoner      | Poročilo |
| 2007   | Valencia   | Héctor Faubel      | Mika Kallio      | Daniel Pedrosa    | Poročilo |
| 2006   | Valencia   | Héctor Faubel      | Alex de Angelis  | Troy Bayliss      | Poročilo |
| 2005   | Valencia   | Mika Kallio        | Daniel Pedrosa   | Marco Melandri    | Poročilo |
| 2004   | Valencia   | Hector Barbera     | Daniel Pedrosa   | Valentino Rossi   | Poročilo |
| 2003   | Valencia   | Casey Stoner       | Randy de Puniet  | Valentino Rossi   | Poročilo |
| 2002   | Valencia   | Daniel Pedrosa     | Marco Melandri   | Alex Barros       | Poročilo |
| 2001   | Valencia   | Manuel Poggiali    | Daijiro Kato     | Sete Gibernau     | Poročilo |
| 2000   | Valencia   | Roberto Locatelli  | Shinya Nakano    | Garry McCoy       | Poročilo |
| 1999   | Valencia   | Gianluigi Scalvini | Tohru Okawa      | Régis Laconi      | Poročilo |